# Minor Earth Major Sky
Minor Earth Major Sky é o sexto álbum de estúdio da banda de new wave a-ha, lançado a 17 de Julho de 2000.
Vendeu cerca de 2 milhões de cópias em todo o mundo.

## Faixas
1. Minor Earth Major Sky (Furuholmen/Waaktaar-Savoy) – 5:25
2. Little Black Heart" (Furuholmen/Waaktaar-Savoy) – 4:35
3. Velvet (Waaktaar-Savoy/Lauren Savoy) – 4:21
4. Summer Moved On (Waaktaar-Savoy) – 4:38
5. The Sun Never Shone That Day (Waaktaar-Savoy/Lauren Savoy) – 4:40
6. To Let You Win (Harket/Havard Rem) – 4:24
7. The Company Man (Furuholmen/Waaktaar-Savoy) – 3:15
8. Thought That It Was You (Harket/Ole Sverre-Olsen) – 3:50
9. I Wish I Cared (Furuholmen) – 4:23
10. Barely Hanging On (Waaktaar-Savoy) – 3:56
11. You'll Never Get Over Me (Waaktaar-Savoy) – 5:40
12. I Won't Forget Her (Waaktaar-Savoy) – 4:44
13. Mary Ellen Makes the Moment Count (Waaktaar-Savoy) – 4:51

## Créditos
- Morten Harket – Vocal
- Magne Furuholmen – Teclados, vocal
- Paul Waaktaar-Savoy – Guitarra, vocal